# Olivier Urman
Vous pouvez aider à l'améliorer ou bien discuter des problèmes sur sa page de discussion.
- Il ne s’appuie pas, ou pas assez, sur des sources secondaires ou tertiaires. (Marqué depuis mars 2021)
- Son texte doit être wikifié : il ne correspond pas à la mise en forme Wikipédia (style, typographie, liens internes, liens entre les wikis, etc.). (Marqué depuis mars 2021)
- Son ton est trop promotionnel ou publicitaire, voire hagiographique. Le texte doit adopter un ton neutre et encyclopédique. (Marqué depuis mars 2021)

- Archive Wikiwix
- Bing
- Cairn
- DuckDuckGo
- E. Universalis
- Gallica
- Google
- G. Books
- G. News
- G. Scholar
- Persée
- Qwant
- (zh) Baidu
- (ru) Yandex
- (wd) trouver des œuvres sur Wikidata

Olivier Urman est un artiste français, né à Paris en 1964. En 2005, il crée le groupe Musique Post-Bourgeoise.

## Biographie

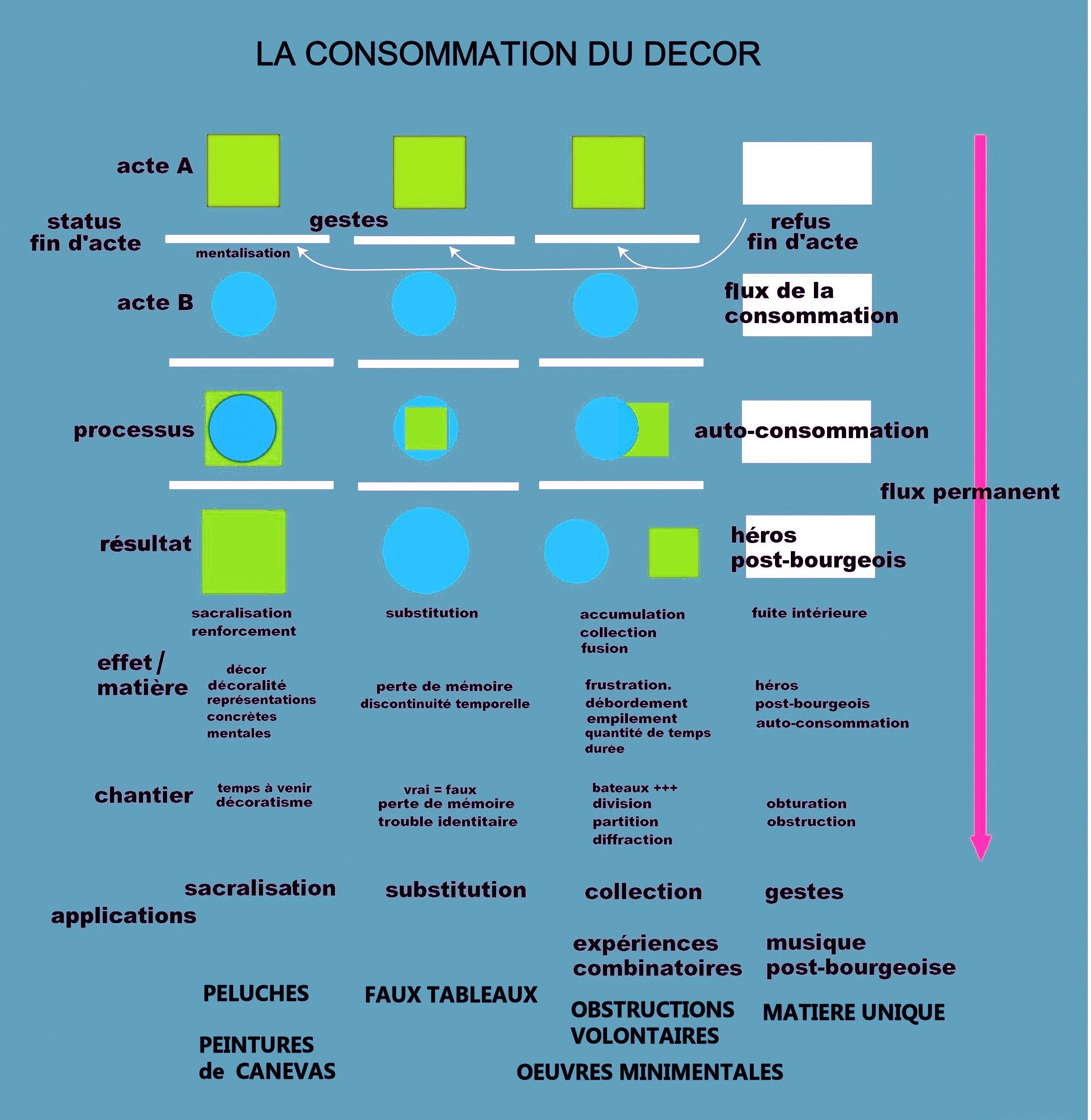
La consommation du décor selon Olivier Urman

En 1998, Olivier Urman enchaîne trois évènements artistiques : Le Syndrome du docteur Urman, Amour Éternel, Hommage au Meuble Inconnu.
En 2005, il se détache des arts plastiques et crée le groupe Musique Post-Bourgeoise,. 
En 2006, il est invité par la Nuit Blanche et fait un concert de 6h dans la galerie Anne De Villepoix. En 2008, ils se produisent lors de l'évènement « Démolition Party » au Royal Monceau à Paris. Deux albums ont été édités depuis, et ils se produisent  sur la scène électro européenne. 
Entre 2012 et 2017, il expose à plusieurs reprises avec la galerie de Pierre-Alain Challier : Le décoratisme (2012), La matière du décor (2014), Foyer Idéal #3 (2016) ,.  

## Œuvre

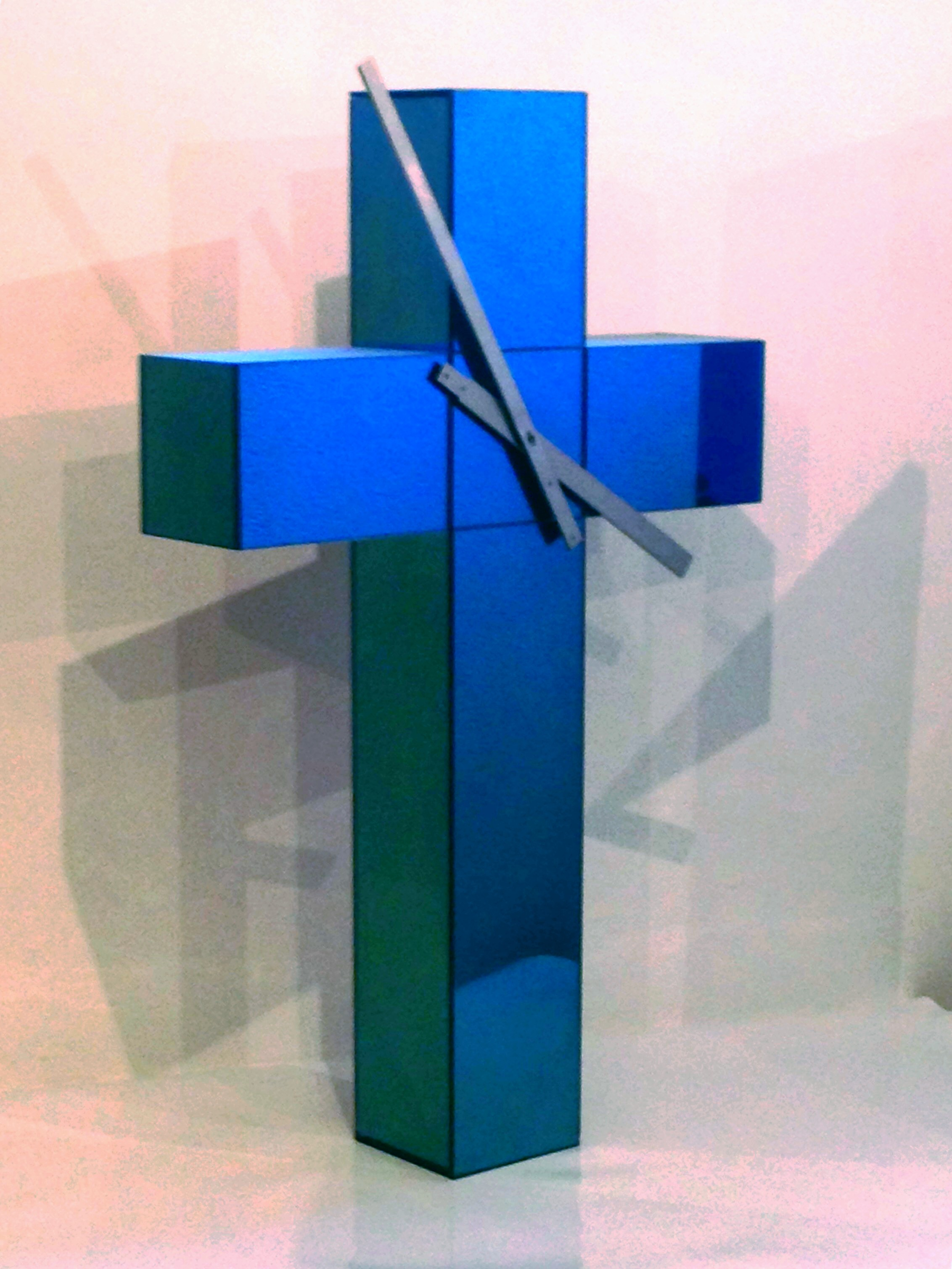
Horloge - Olivier Urman

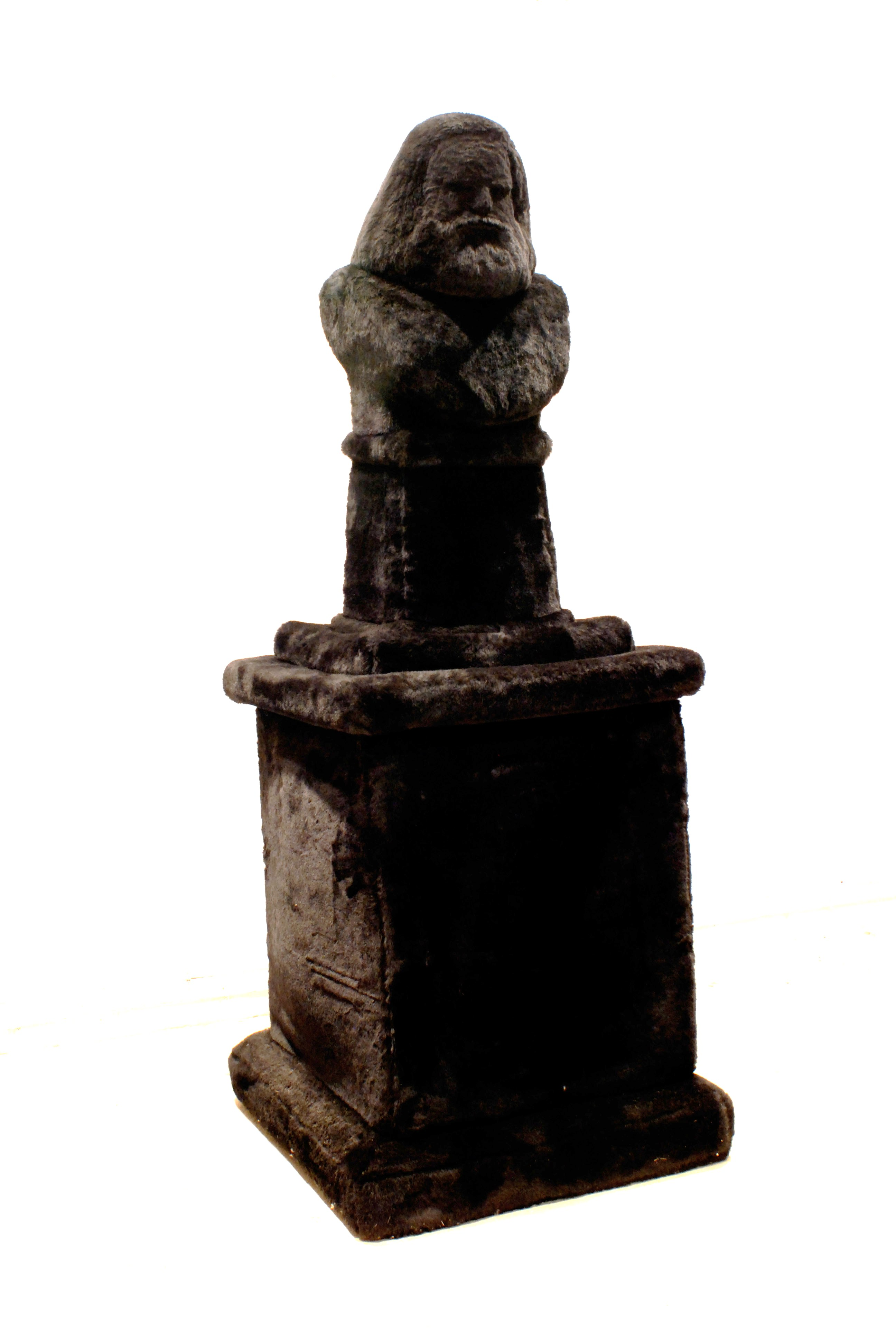
Karl - Olivier Urman

Dans sa publication, l'artiste énonce  « Nous vivons dans un décor de monde, produit de nos désirs abandonnés au passage du temps. Les choses que nous fabriquons deviennent alors des enveloppes vides, les éléments d'un décor'. Au cours de notre existence, nous réalisons et fabriquons ce que nous désirons puis nous délaissons  nos réalisations pour d'autres. Il ne reste en fait autour de nous  qu'un amas  de désirs éteints. Ainsi, nous consommons les éléments du décor dans lequel nous évoluons » . C'est ce qu'il nomme la consommation du décor. 

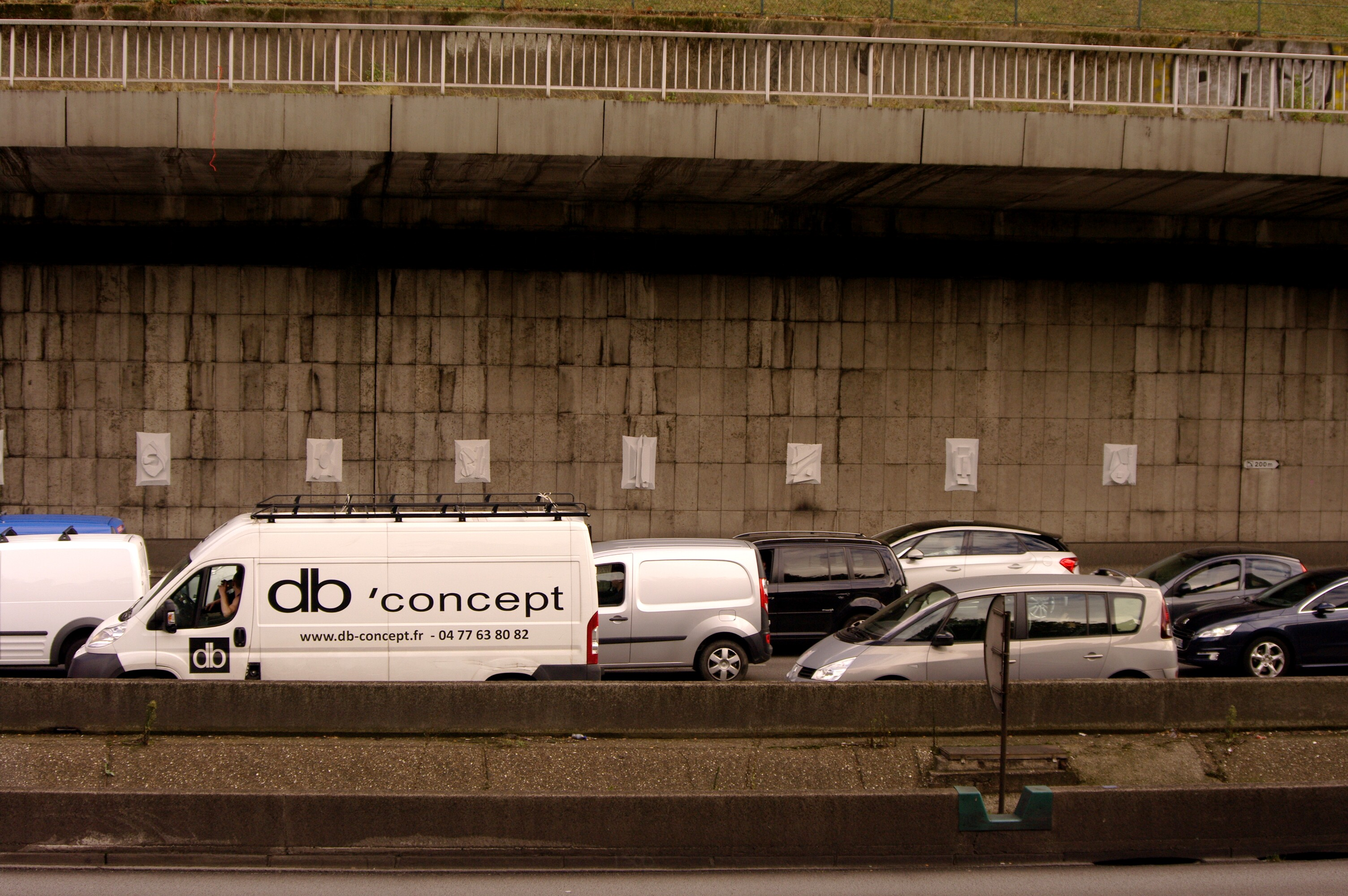
Scénographie sauvage sur le périphérique parisien

Le schéma, La Consommation Du Décor, est tiré de sa publication, il résume l'ensemble de ses différentes démarches artistiques.
Au cours de ses années de recherches artistiques, Olivier a utilisé les formes et matériaux les plus appropriés dans le cadre de  sa la lutte contre la fin des choses, le plexiglas, la mousse Bultex, la fourrure, la peinture sur toile de canevas de tapissier, le bois, et finit sa recherche par ce qu'il appelle la matière unique. 

## Expositions
Janvier 1998 - « Défilé de meubles » Espace Backstage<
Mai 1998 - « Le foyer idéal » Galerie Véronique Maxé
Novembre 1998 - « Enterrement de meubles » France 2
Janvier 1999 - « Chasse aux meubles » Paris Première
Mars 1999 - « Hommage au meuble inconnu » Espace Cardin
Juin 1999 - « Foyer idéal 2 » Galerie Véronique Maxé
Mars 2000 - « Le syndrome du docteur Urman » Galerie Piltzer 
Juin 2000 - « Narcisse blessé » Collectif Passage de Retz
Mai 2001 - « Les peluches du docteur Urman » Hôtel Pierre Cardin
Juillet 2001 - Exposition collective « Comme à la maison » Galerie Nahon

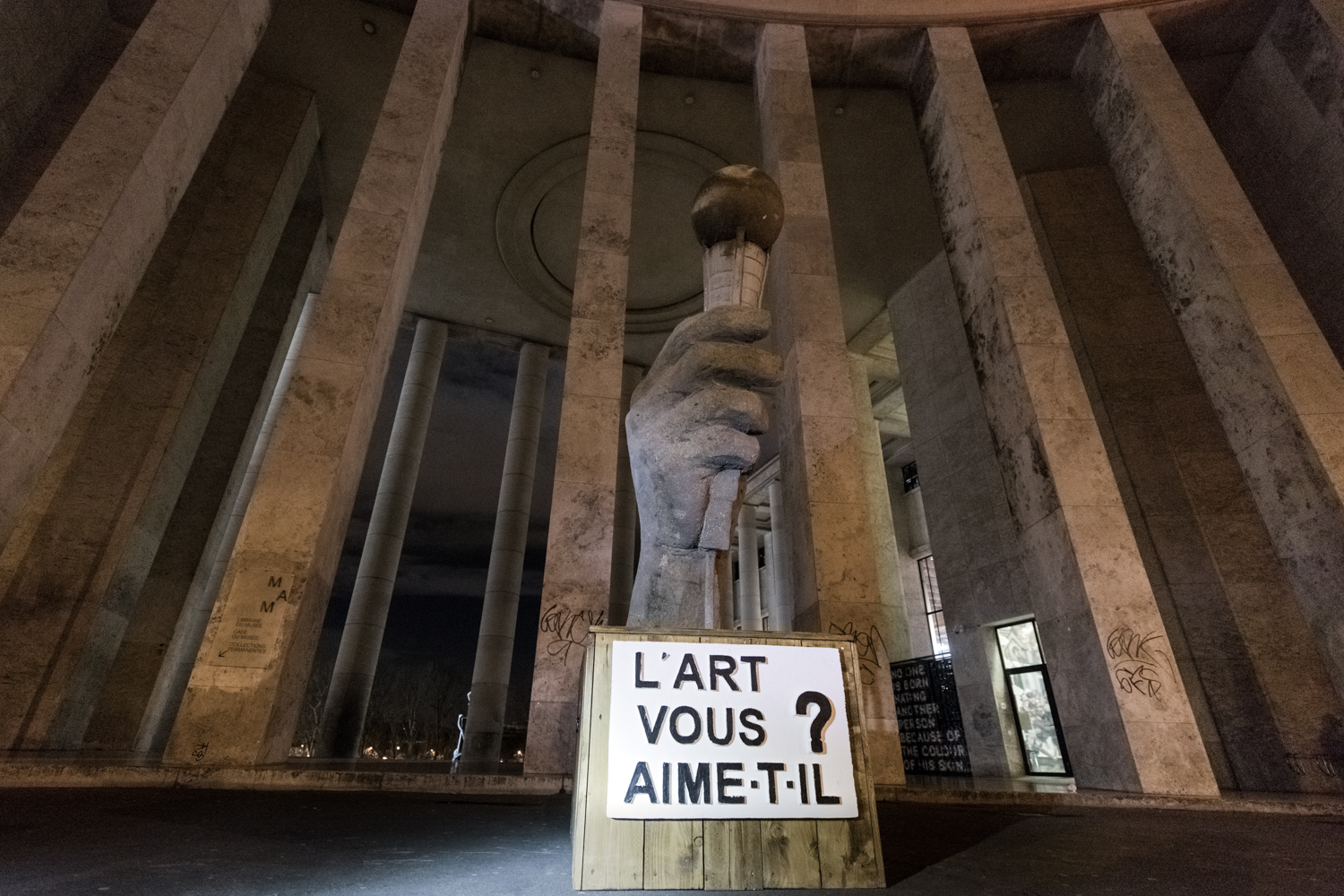

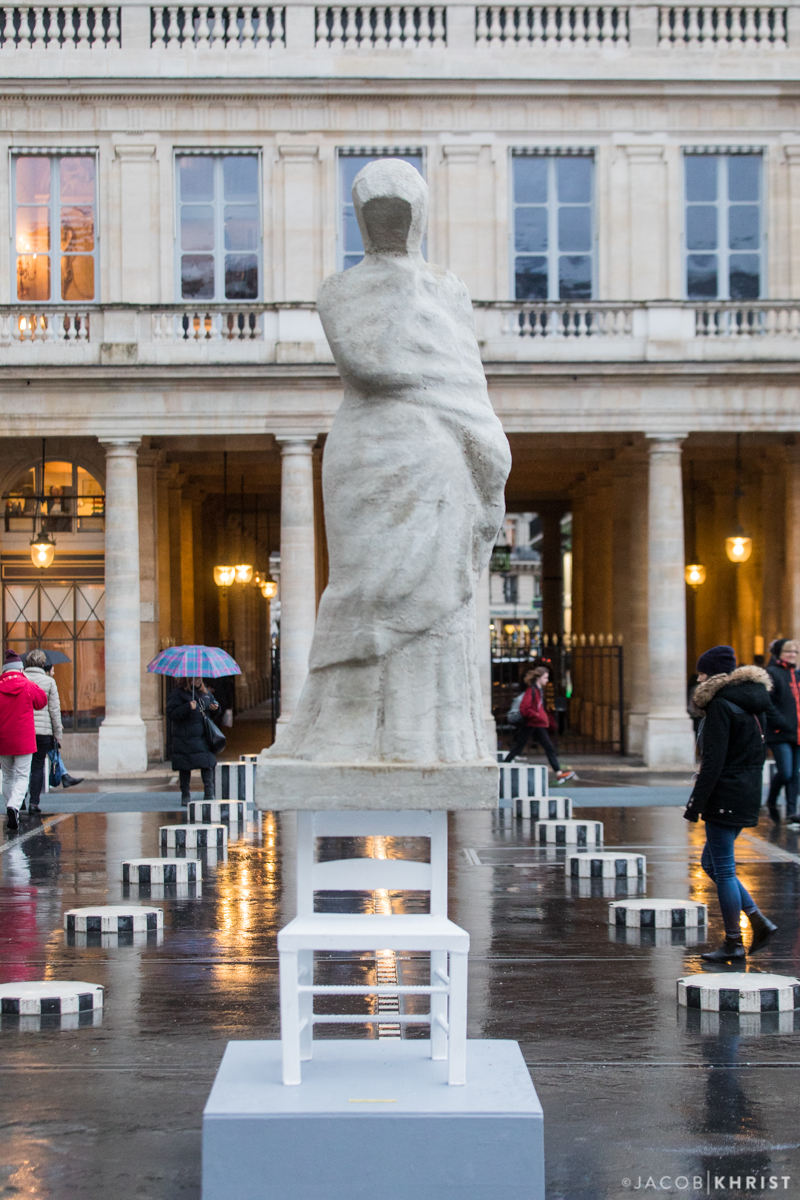

2002 - « Le Manifeste Cassouliste » Paris Première
2002 - Salon Art Paris Galerie Albert Benamou
Mars 2003 - « Merveilleuse mère nature » Galerie Albert Benamou
2004 - Performance  Galerie Anne de Villepoix - Paris Première
Octobre 2004 - Fiac - Galerie Albert Benamou
Été 2005 - Exposition collective  « meubles d’artistes »  Musée des Cordeliers               
Automne 2005 -« The no music room » Galerie Akar Prakar - Calcutta
« The no music room » Galerie Peter Nagy - New Delhi
7 octobre 2006 - « Nuit blanche »  performance Musique Post-bourgeoise - Galerie Anne de Villepoix
19 octobre 2006 - « Expression de lumière » Galerie Art 208 Studio Harcourt                                 
18 janvier 2007 - Collectif Galerie Ipso Facto - Mégève
28 mars 2007 - Performance  Musique Post-bourgeoise à Art Paris
Mars 2008 - Urman avec Pucci de Rossi - Galerie 208 Paris
Mai  2008 - Luminescences pompeuses -  Galerie Marie Alexandrine Yvernault                                        
Déc 2008 - « La Clairière » avec Florian Schneider Galerie 208 Paris
Juin  2011 - « Le baz' art »   avec Stéphanie D'Orglande - Espace nogood paris
Mars 2012 - « Le décoratisme » Galerie Pierre-Alain Challier & Art Paris, Grand Palais 
Avril 2013 - Art Paris, au Grand Palais avec la Galerie Pierre-Alain Challier
Mai 2013 - « Le décoratisme » - Galerie Pierre-Alain Challier, 
Mars 2014 - « La matière du décor », 3e exposition à la Galerie Pierre-alain Challier
Mars 2016 -« Foyer ideal# 3 » Galerie Pierre-Alain Challier
Octobre 2016 - Le musée retourné - Porte Maillot, Périphérique de Paris.
Juin 2017 -  « Baitassova Invite » - Astana, Kazakhstan 
Septembre 2017 - Exposition collective au Donjon De Vez 
Décembre 2017 - Exposition collective Galerie Pierre-Alain Challier
Mars 2018 « L'Art vous aime-t-il ? » Palais de Tokyo.
Février 2019  Intronisation de Sainte Culture Musée national , ministère de la culture.
Avril 2020 Vernissage en confinement. reportage de Jacob Khrist .
Mai 2020 La mort c’était mieux avant. Cimetière du père La chaise  ,,
Oct 2020 Purée. Nuit blanche. Boulevards périphériques 
Juin 2021 Monsieur Crispé,
Juin 2022 Directeur artistique du Palacio do Grilo àLisbonne